# LPU Wirus 4
LPU Wirus 4 (Lekki Pojazd Uderzeniowy Wirus 4, w Siłach Zbrojnych Rzeczypospolitej Polskiej pojazd nosi nazwę Żmija) – polski, lekki pojazd uderzeniowy opracowany przez firmę Concept oraz Polski Holding Obronny. Pojazd może być używany w misjach dalekiego rozpoznania oraz szybkich uderzeniach.

## Historia rozwoju
LPU Wirus 4 to  nowy lekki pojazd o dużej mobilności zaprojektowany i wyprodukowany przez firmę Concept i jest czwartym z serii pojazdów opancerzonych Wirus. Wraz z pojazdami LPU Wirus 2 i LPU Wirus 3 stanowi bezpośrednie rozwinięcie pojazdu LPU-1 Wirus, będący odpowiedzią firmy Concept na program Pojazdów Dalekiego Rozpoznania pod kryptonimem „Żmija”. Gotowy do produkcji prototyp pojazdu Wirus 4 został zaprezentowany na targach obronnych MSPO w Kielcach we wrześniu 2017 roku. Pojazd Wirus 4 stał się także zwycięzcą programu „Żmija”, tym samym w 2017 roku na Kieleckich targach podpisano umowę na dostawy tych pojazdów do Wojska Polskiego. Pojazd został zaprezentowany także na międzynarodowej wystawie obronności i bezpieczeństwa Eurosatory 2018, która odbyła się w Paryżu w czerwcu 2018 roku. 
W pojeździe zastosowano napęd z centralnym mechanizmem różnicowym oraz możliwością wyboru stałego napędu obu osi w trakcie jazdy w różnych warunkach panujących na drodze. Z seryjnie produkowanych pojazdów z rodziny LPU Wirus (pierwszej, drugiej i trzeciej generacji), w Wirusie 4 wykorzystano ramę nośną, układ napędowy, reduktor, most przedni, most tylny, natomiast wiele elementów i układów opracowano całkowicie od nowa takie jak między innymi klatka bezpieczeństwa, regulowane tylne zawieszenie, nowy układ elektryczny, nadwozie (w tym podłoga, zabudowa tylnej części) wykonane z kompozytów węglowych, nowe drzwi boczne i tylne oraz fotele kubełkowe dla załogi z 5-punktowymi pasami bezpieczeństwa. Dodatkowo zdecydowano się na wykorzystanie nowego podwozia. 
W latach 2020–2022 do jednostek rozpoznawczych Sił Zbrojnych RP trafi 118 pojazdów LPU Wirus 4. Pierwsze 25 egzemplarzy pojazdów przekazano do Sił Zbrojnych 7 grudnia 2021 roku. 

## Opis techniczny
LPU Wirus 4 oparty jest na zmodyfikowanym podwoziu samochodu Mitsubishi L200. Jego kadłub jest wykonany z wysokowytrzymałej rury ze stali chromowo-molibdenowej i łączników z laminatu kompozytowego. W pojeździe zastosowano silnik wysokoprężny o pojemności 2,4 litra, mocy 180 KM i maksymalnym momencie obrotowym wynoszącym 430 Nm. Jednostka napędowa połączona jest z 6-biegową manualną skrzynią biegów oraz skrzynią rozdzielczo-redukcyjną z blokadą międzyosiowego mechanizmu różnicowego, realizującą jeden z czterech trybów pracy: 4×2, 4×4, 4×4 zblokowany i 4×4 ze zredukowanym przełożeniem. Osiągi pojazdu, zgodnie z wymogami wynoszą: 140 km/h na utwardzonej drodze i 100 km/h na gruntowej. Załogę pojazdu stanowią 3 osoby – kierowca, dowódca oraz operator uzbrojenia. Masa własna Żmij, wynosi (bez uzbrojenia) 1700 kg, ładowność 900 kg, zaś dopuszczalna masa całkowita pojazdu to 2600 kg.
Pojazd posiada opancerzenie przeciwwybuchowe podłogi na poziomie I wg STANAG 4569 oraz wkładki typu run-flat w oponach, umożliwiające poruszanie się z przestrzelonymi bądź przebitymi oponami. Wirus 4 dysponuje też systemem łączności radiowej o zasięgu 150 km i elektryczną wyciągarką z wyjściem liny do przodu i do tyłu. Możliwości skonfigurowania pojazdu pozwalają na zachowanie autonomiczność prowadzonych działań rozpoznawczych przez co najmniej 7 dni oraz zamontowanie różnego uzbrojenia.

## Wersje pojazdu
- LPU Wirus 4 – 3 osobowy wariant podstawowy, lekki pojazd uderzeniowy dla wojsk specjalnych i dalekiego rozpoznania. Zamówiony dla Sił Zbrojnych[8][3].
- LPU Wirus 4 SOF – wariant podstawowej wersji LPU Wirus 4 zmodyfikowany do potrzeb wojsk specjalnych. Pojazd posiada 4 osobową częściowo zabudowaną kabinę, wyciągarkę, podstawy pod montaż systemu protekcji granatami dymowymi ROSY, montaże do uzbrojenia dla UKM 7,62 mm lub 5,56 mm, obrotnicę 360 stopni z montażem dla WKM 12,7 mm lub UKM 7,62 mm oraz możliwość montażu systemu łączności[9].